# Природни резерват Видиковац Ковилово
Природни резерват Видиковац Ковилово jе локалитет у режиму заштите I степена, површине 358,40ha, обухвата плато Ковилово, на коме се на 444 м.н.в. налази истоимени видиковац који се стрмо спушта ка Ђердапском језеру и стране изнад Ђердапске магистрале обрасле шумама и шибљацима.
На дисецираним теренима, на гнајсевима, као посебна вредност локалитета,јављају се орах (Juglas regia), крунолисна липа (Tilia Pltyphyllos), ситнолисна липа (Tilia cordata), китњак (Quercus petraea), сладун (Quercus frainetto), цер (Quercus cerris), граб (Carpinus betulus), грабић (Carpinus orientalis), буква (Fagus moesiaca) и др.